# Juho Kusti Paasikivi
Juho Kusti Paasikivi, nato Johan Gustaf Hellstén (Hämeenkoski, 27 novembre 1870 – Helsinki, 14 dicembre 1956), è stato un diplomatico e politico finlandese.
Di idee conservatrici, fu presidente del Consiglio di Stato dal 1944 al 1946 e presidente della Repubblica finlandese dal 1946 al 1956.

## Biografia
Era il figlio del mercante August Hellsten e di Karolina Wilhelmina Selin. La madre morì quando Juho aveva quattro anni e il padre quando ne aveva quattordici, lasciando il figlio in povertà. Anche la sorellastra Karolina morì poco tempo dopo. La sorella del padre, Kaisa Hagman, si prese cura del nipote.
Laureato in giurisprudenza, divenne direttore generale della Tesoreria di Stato e aderì al Partito Finlandese (conservatore). Senatore (1907-1917), nel 1908 fu eletto presidente del Partito Finlandese e nominato ministro delle Finanze (1908-1909). Lealista, non condivise l'orientamento antirusso del Senato, e tra il 1913 e il 1914 abbandonò tutte le cariche ufficiali, compresa la presidenza del partito, per divenire direttore della banca Kansallis-Osake-Pankki (KOP), che amministrò abilmente fino al 1934.
Abbandonò definitivamente il suo lealismo dopo la Rivoluzione d'ottobre e lo scoppio della guerra civile: aderì all'Unione Nazionale e si schierò per una politica indipendentista e anticomunista. Capo del Governo (maggio-novembre 1918), appoggiò il tentativo del reggente Pehr Evind Svinhufvud di instaurare una monarchia in Finlandia, ma si dimise quando questo non riuscì. Dopo la vittoria comunista in Russia, guidò la delegazione finlandese alle trattative che portarono alla pace di Tartu (14 ottobre 1920), con cui Lenin riconosceva definitivamente l'indipendenza finlandese. Tornò a occuparsi di diplomazia dopo l'avvio della politica di cooperazione nordica: ambasciatore a Stoccolma (1936-1939), cercò di incrementare i legami tra Svezia e Finlandia. Incaricato di gestire le trattative con l'Unione Sovietica che precedettero lo scoppio della Guerra d'inverno (ottobre-novembre 1939), partecipò anche a quelle per la pace di Mosca (1940). Ambasciatore a Mosca (1940-1941), si occupò dell'applicazione delle clausole del trattato di pace. Tenuto all'oscuro del riavvicinamento finno-tedesco, divenne ministro senza portafoglio durante la Guerra di Continuazione (1941-1944), ma dovette rendersi conto dell'impossibilità della vittoria nazista e cominciò a partecipare alle trattative per un armistizio. Il presidente Mannerheim lo allontanò dalla politica (1944), ma nello stesso anno dovette richiamarlo, per compiacere i sovietici, e affidargli la guida del governo (1944-1946), dal 1945 formato da una coalizione tra socialdemocratici, comunisti e agrari.
Dopo le dimissioni di Mannerheim (1946), Paasikivi fu eletto presidente della Repubblica per il resto del mandato e quindi riconfermato nel 1950. Nel 1947 firmò con gli Alleati la pace di Parigi, con cui la Finlandia cedette all'URSS Petsamo, l'Istmo di Carelia e la base di Porkkala. In politica estera seguì una politica moderata (linea Paasikivi) e mantenne il Paese in una situazione di equilibrio tra i blocchi, pur firmando con l'URSS un trattato di assistenza e cooperazione (1948) rinnovato ogni dieci anni fino alla dissoluzione dell'Unione Sovietica. Fece aderire la Finlandia al Consiglio Nordico e alle Nazioni Unite (1955), e nell'autunno dello stesso anno riottenne la base di Porkkala dai sovietici. Si occupò molto anche della politica interna, dirigendo la ripresa dell'economia, il pagamento delle riparazioni agli Alleati e la ricostruzione dei danni della guerra, come la sistemazione degli sfollati.